# Scolomys melanops
Scolomys melanops és una espècie de mamífer rosegador de la família dels cricètids. Viu a altituds d'entre 200 i 1.200 msnm a l'Equador i el Perú. Els seus hàbitats naturals són els boscos de plana i peu de mont. Algunes poblacions estan amenaçades per la desforestació que afecta l'Amazones. El seu nom específic, melanops, significa ‘cara negra’ en llatí.